# Alexis Bouvard
Alexis Bouvard (Contamines, 27 juni 1767 - Parijs, 7 juni 1843) was een Frans astronoom.
Bouvard is de ontdekker van acht kometen, en de maker van tabellen over de banen van de planeten Jupiter, Saturnus en Uranus. Van deze drie klopten de eerste twee wel, maar de laatste had een behoorlijke afwijking met de observaties. Dit had tot gevolg dat Bouvard een hypothese uiteenzette over een achtste planeet, die verantwoordelijk moest zijn voor de afwijkingen in de baan van Uranus. De baan van Neptunus werd vervolgens door zowel John Couch Adams en Urbain Le Verrier onafhankelijk berekend. Dit gebeurde pas na de dood van Bouvard.
Bouvard was de directeur van het Observatorium van Parijs.
Er is een kaap in Australië naar hem genoemd toen Franse zeelui West-Australië ontdekten. Er is een kleine stad in Australië naar hem genoemd.
- Bibliothèque nationale de France: cb15295486x (data)
- Gemeinsame Normdatei: 116299762
- International Standard Name Identifier: 0000 0000 7735 4553
- Library of Congress Control Number: no2010047566
- Base Léonore: LH//341/82
- Istituto Centrale per il Catalogo Unico: TO0V461802
- SNAC: w6670952
- Système universitaire de documentation: 061091391
- Virtual International Authority File: 64754566
- WorldCat: E39PBJtxdmtJfFK6bM4KJWkdQq